# 二氧化铬
二氧化铬是一种无机化合物，化学式为CrO2，为黑色的具有磁性的固体。它曾被广泛应用于磁带制作所需的乳浊液中。随着CD和DVD的日益普及，二氧化铬的使用也有所下降。然而，它仍然用于企业级别的存储系统的数据磁带中。氧化物生产厂家和磁带制造商认为二氧化铬是曾经发明的最好的磁记录颗粒之一。

## 制备
CrO2最初由Friedrich Wöhler分解铬酰氯制备。针状的二氧化铬最初在1956年由杜邦的化学家Norman L. Cox合成，所用方法为三氧化铬在水的存在下于800K、200MPa下的分解反应制备，其水热反应如下：
{\displaystyle {\rm {3CrO_{3}+Cr_{2}O_{3}\longrightarrow 5CrO_{2}+O_{2}}}}
所形成的磁性晶体是细长的玻璃状的，是磁带的完美材料。在20世纪60年代末，它作为记录媒介而商业化，杜邦将其命名为“Magtrieve”。

## 结构
CrO2和很多金属的二氧化物一样，采用的是金红石结构。因此，每个Cr(IV)中心具有八面体配位方式，每个氧的几何构型为平面三角形。

## 化学性质
二氧化铬在碱性条件下可以被氧化为铬酸盐：
{\displaystyle {\rm {CrO_{2}+2KOH+H_{2}O_{2}\longrightarrow K_{2}CrO_{4}+2H_{2}O}}}
二氧化铬和金属氧化物反应，可以得到铬(IV)酸盐，如：
{\displaystyle {\rm {BaO+CrO_{2}{\overset {3\times 10^{8}Pa}{\longrightarrow }}BaCrO_{3}}}}

## 拓展阅读
- Jaleel, V. Abdul; Kannan T. S. . Bulletin of. 1983, 5 (3–4): 231–246. doi:10.1007/BF02744038.
- Bate, G. . IEEE Transactions on Magnetics. 1978, 14 (4): 136–142. Bibcode:1978ITM....14..136B. doi:10.1109/TMAG.1978.1059769.
- O'Kelly, Terence (1981). "The Technical Argument for Chromium Dioxide." The BASF Inventor's Notebook Number 6;  （PDF（页面存档备份，存于））
- Few CS. 二氧化铬催化醇的氧化反应. 中国医药工业杂志, 2014 (12)
- 封雪松, 陈晓霞. 气相中二氧化铬与乙烯反应机理的理论研究. 四川理工学院学报(自科版), 2008, 21 (6): 78-81